# Cratere Bench
Bench è un cratere lunare situato nell'Oceanus Procellarum, nella parte nord-occidentale della faccia visibile della Luna.
Gli astronauti Pete Conrad e Alan Bean della missione Apollo 12 atterrarono con il modulo lunare (LM) Intrepid a nord-est del cratere Bench il 19 novembre 1969. A nord-est di Bench si trovano i crateri più grandi Head e Surveyor. A ovest si trova il cratere Sharp (ora chiamato Sharp-Apollo).
Il cratere è chiamato Bench a causa delle terrazze percepite (benches) all'interno del cratere. Un'ampia area sul lato ovest del cratere è stata definita "low bench" e un'area più piccola sul lato est è stata definita "high bench" durante la pianificazione della missione. Il nome del cratere è stato formalmente adottato dall'IAU nel 1973.

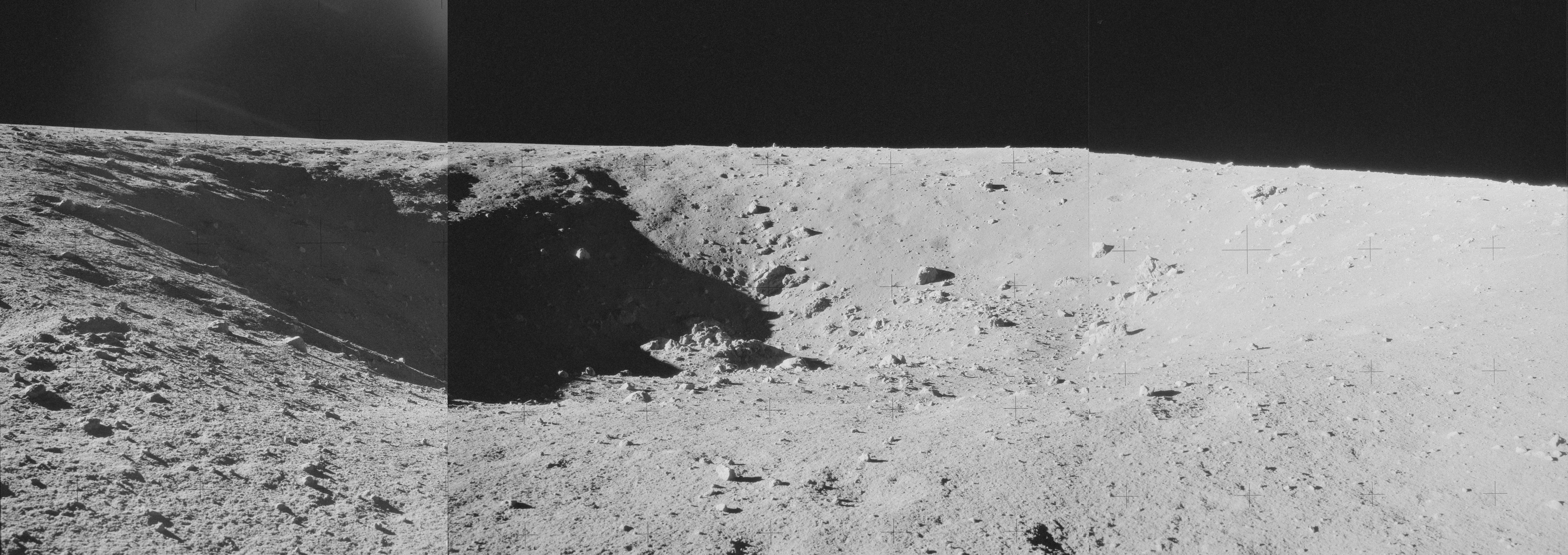
Il cratere Bench visto dalla superficie lunare